# Amt Züssow
Das Amt Züssow liegt in der Mitte des Landkreises Vorpommern-Greifswald in Mecklenburg-Vorpommern (Deutschland). Im Amt Züssow haben sich 13 Gemeinden zur Erledigung ihrer Verwaltungsgeschäfte zusammengeschlossen. Der Verwaltungssitz befindet sich in der Gemeinde Züssow, Außenstellen und Bürgerbüros befinden sich in Gützkow und Ziethen. Einzige Stadt im Amt ist Gützkow.

## Geschichte
Das Amt Züssow wurde 1992 gebildet und bestand ursprünglich aus den sechs Gemeinden Groß Kiesow, Karlsburg, Lühmannsdorf, Ranzin (am 1. Januar 2005 nach Züssow eingemeindet), Wrangelsburg und Züssow. Am 1. Januar 2005 wurde das neue Amt Züssow mit den Altämtern Gützkow, Züssow und Ziethen gebildet.
- Zum ehemaligen Amt Gützkow gehörten die Gemeinden Bandelin, Gribow, Gützkow, Kölzin und Lüssow. Die ebenfalls zugehörige Gemeinde Kammin wurde 2005 auf Beschluss ihrer Abgeordneten zur Gemeinde Behrenhoff im Amt Landhagen eingemeindet.

- Zum ehemaligen Amt Ziethen gehörten die Gemeinden Groß Polzin, Klein Bünzow, Murchin, Rubkow, Schmatzin und Ziethen. Die Gemeinde Lassan wechselte 2005 zum Amt Am Peenestrom.

Zum 26. Mai 2019 schlossen sich Karlsburg und Lühmannsdorf zu einer neuen Gemeinde Karlsburg zusammen.

## Geografie
Das Amtsgebiet erstreckt sich vom Ostseehinterland im Norden bis zur Peene im Süden. Im Osten grenzt das Amt in einem schmalen Streifen an den Peenestrom.
Das Amt wird im Süden durch das Amt Anklam-Land, im Norden durch die Ämter Landhagen und Lubmin und im Nordosten durch das Amt Am Peenestrom begrenzt. Nennenswerte Erhebungen gehen nicht über 40 m und Seen befinden sich nur mit dem Kosenowsee in Gützkow, Schlosssee in Wrangelsburg und dem Küchensee in Murchin sowie dem Poldersee von Menzlin im Amtsgebiet. Höchste Erhebung dürfte eine Anhöhe bei Moeckow-Berg (55 m ü. HN) sein.

## Die Gemeinden mit ihren Ortsteilen
- Bandelin mit Kuntzow, Schmoldow und Vargatz
- Gribow mit Gloedenhof
- Groß Kiesow mit Dambeck, Groß Kiesow Meierei, Kessin, Klein Kiesow, Klein Kiesow-Kolonie, Krebsow,
 Sanz (Hof I, III, IV, V, VI, VII), Schlagtow, Schlagtow Meierei, Strellin
- Groß Polzin mit Klein Polzin, Konsages, Pätschow, Quilow, Stolpmühl und Vitense
- Stadt Gützkow mit Breechen, Dargezin, Dargezin Vorwerk, Fritzow, Gützkow Meierei, Kölzin, Lüssow, Neuendorf, Owstin, Pentin, Upatel und Wieck
- Karlsburg mit Brüssow, Giesekenhagen, Jagdkrug, Lühmannsdorf, Moeckow, Steinfurth und Zarnekow
- Klein Bünzow mit Klitschendorf, Groß Bünzow, Groß Jasedow, Krakow, Pamitz, Ramitzow und Salchow
- Murchin mit Lentschow, Libnow, Pinnow und Relzow
- Rubkow mit Bömitz, Buggow, Daugzin, Krenzow, Wahlendow und Zarrentin
- Schmatzin mit Schlatkow und Wolfradshof
- Wrangelsburg mit Gladrow
- Ziethen mit Jargelin und Menzlin
- Züssow mit Nepzin, Oldenburg, Radlow, Ranzin und Thurow

## Politik

### Wappen, Flagge, Dienstsiegel
Das Amt verfügt über kein amtlich genehmigtes Hoheitszeichen, weder Wappen noch Flagge. Als Dienstsiegel wird das kleine Landessiegel mit dem Wappenbild des Landesteils Vorpommern geführt. Es zeigt einen aufgerichteten Greifen mit aufgeworfenem Schweif und der Umschrift „AMT ZÜSSOW * LANDKREIS VORPOMMERN-GREIFSWALD“.

## Wirtschaft und Infrastruktur

### Unternehmen
Wirtschaftlich ist die Land- und Forstwirtschaft vorherrschend. Die Diakonie Züssow mit den Heimen in Züssow und Gützkow und das Klinikum Karlsburg sind als größere Arbeitgeber erwähnenswert. In allen Gemeinden gibt es zahlreiche Gewerbe- und Dienstleistungsbetriebe. In Gützkow bestehen zwei Gewerbegebiete mit Autobahnanbindung. Der Tourismus spielt eine noch untergeordnete Rolle mit Gastronomie- und Beherbergungsbetrieben. Industrieansiedlungen fehlen fast völlig.

### Verkehr
Durch den Westen des Amtes Züssow führt die Bundesautobahn 20. Die Bundesstraße 109 (von Greifswald nach Anklam) und die Bundesstraße 111 von (Gützkow nach Wolgast) sowie die L 35 (ehemalige B 96) verlaufen durch das Amt.
1863 erhielt Züssow eine Anbindung an die Bahnstrecke Angermünde–Stralsund. Hier zweigt die Bahnstrecke Züssow–Wolgast Hafen nach Wolgast ab und hat durch die Usedomer Bäderbahn Verbindungen bis nach Świnoujście (Swinemünde) und Peenemünde auf der Insel Usedom. Damit gewann Züssow als Umsteigebahnhof bei dem aufkommenden Bädertourismus immer mehr Bedeutung.
Seit 1897 besaß der gesamte Amtsbereich auch einen Kleinbahnanschluss der Greifswald-Jarmen-Kleinbahn (GJK). Besonderheit war in Züssow eine Auffahrtrampe, wo Loks und Waggons der Kleinbahn „huckepack“ auf Plattformwagen der Staatsbahn verladen werden konnten. Die Strecke wurde 1945 stillgelegt und die Gleisanlagen als Reparationsleistungen demontiert.
Im Jahr 1855 wurde die heutige B 111 von Moeckow-Berg nach Gützkow-Chausseehaus gebaut. Die Verbindungen von Moeckow-Berg nach Wolgast, sowie die heutige B 109 und die Kunststraße (spätere B 96) von Greifswald nach Jarmen waren schon vorher um 1850 gebaut worden.
Die Bundesautobahn 20 ist über die Anschlussstelle Gützkow erreichbar.
Das moderne Radwegenetz ist im Gegensatz zu den Nachbarämtern rudimentär, es besteht seit 2015 nur ein Radweg von Züssow nach Moeckow-Berg.

## Kultur und Sehenswürdigkeiten
→ siehe hierzu die einzelnen Gemeindeartikel
Herausragende Besonderheiten:
- Baudenkmale – Wasserschloss Quilow, Herrenhäuser: Gützkow, Ranzin, Schlatkow (Gutsanlage), Wrangelsburg, Karlsburg, Lüssow und Gribow. Kirchen: Gützkow, Schlatkow, Zarnekow, Ranzin, Groß Kiesow und Züssow.
- Bodendenkmale – Schlossberg Gützkow, Turmhügel Schmoldow, „Altes Lager“ Menzlin, Großsteingräber Klein Polzin, Hügelgräberfeld Bömitz, Burgwall Wrangelsburg.
- Parkanlagen – Wrangelsburg, Oldenburger Wald, Ziethen, Bandelin.